# Lüttich–Bastogne–Lüttich 1969
Lüttich–Bastogne–Lüttich 1969 war die 55. Austragung des Eintagesrennens Lüttich–Bastogne–Lüttich. Das Rennen war Bestandteil der Rennserie Super Prestige Pernod 1969. Es wurde am 22. April 1969 über die Distanz von 253 km ausgetragen. Sieger wurde Eddy Merckx.

## Rennverlauf
127 Radrennfahrer standen am Start in Lüttich, 30 Fahrer erreichten das Ziel. In der ersten Rennhälfte bildete sich eine fünfköpfige Ausreißergruppe mit Victor Van Schil und Roger Swerts, zwei Teamkollegen von Eddy Merckx, die lange das Rennen bestimmte. 100 Kilometer vor dem Ziel führte Eddy Merckx weitere Fahrer an die Spitze heran und fuhr mit Victor Van Schil einen weiteren Ausreißversuch. Den Zielsprint gewann Merckx klar.

## Ergebnis
| Rang | Fahrer              | Team                      | Zeit           |
| ---- | ------------------- | ------------------------- | -------------- |
| 1.   | Eddy Merckx         | Faema                     | 6:50:00 h      |
| 2.   | Victor Van Schil    | Faema                     | gl. Zeit       |
| 3.   | Barry Hoban         | Mercier-BP-Hutchinson     | + 8:05 Minuten |
| 4.   | Eric Leman          | Flandria-De Clerck-Krüger | gl. Zeit       |
| 5.   | Wim Schepers        | Caballero                 | gl. Zeit       |
| 6.   | Roger Swerts        | Faema                     | gl. Zeit       |
| 7.   | Felice Gimondi      | Salvarani                 | gl. Zeit       |
| 8.   | Frans Verbeeck      | Okay Whiskey-Diamant      | gl. Zeit       |
| 9.   | Herman Van Springel | Dr. Mann-Grundig          | gl. Zeit       |
| 10.  | Willy In ’t Ven     | Dr. Mann-Grundig          | gl. Zeit       |